# 方耀
方耀（1834年—1891年8月14日），又名方辉、方照轩，广东省普宁县洪阳西村（今属普宁市洪阳镇）人。行伍出身，以镇压广东洪兵起义起家，官至广东水师提督。方眉峰为他的参赞军机。

## 生平
- 清咸丰元年（1851年），在其父亲方源率领的乡团中当副官。后投官军，征土匪有功，补把总。
- 同治元年（1862年）调海南，补琼州镇右营都司，署三江协副将。
- 同治二年（1863年）在肇庆率兵八千攻打大成国营垒，大成国将领郑绍忠斩兴王陈金缸之头献降，方耀因之升为副将，加总兵衔。
- 同治四年（1865年）入福建，在平和遭太平军攻打，被革职。复职后升任南韶连镇总兵。
- 同治七年（1868年）八月，调任潮州镇总兵。
- 同治九年（1870年），受总督瑞麟委派，开始清办潮州积案。这就是潮汕人俗语所谓的“方大人清乡”。
- 同治十三（1874年）年起主持韩江流域十八都疏浚韩江水道，又命疏浚汕头厦岭海至举登一带水域，并清丈滨海沙田，课税充作军饷。同时，义倡办金山书院及各县乡学数百所；开设韩江书局，购刻书籍；在各地广设善堂，救济收养孤儿，收埋冻馁乞丐。
- 光绪三年（1877年）调任广东陆路提督。
- 光绪五年（1879年）再任潮州镇总兵，负责潮州、南澳至碣石防务，先后修筑加固汕头崎碌等处沿海炮台。
- 光绪九年（1883年）中法战争爆发，调钦川驻防。
- 光绪十一年（1885年）署理广东水师提督，驻虎门。

## 评价
原汕头洋税务司的辛盛是这样评价方耀：“在出身于广东或在广东任过职的许多有名望的官员中，没有一个象方耀将军一样为汕头的繁荣做了那么多事情。…………1870年，他受命恢复汕头周围地区地秩序。这个地区原先一直处于失去法律控制的状态。……他遭到了难以对付的当地人的全力反抗，这些人对任何权力都忍受不了。直至许多村落被摧毁，数以千计的人丧生，才恢复一点象样的秩序……不久他就被公认为如此令人畏惧，以致他的名字引起的恐怖，即足以阻止即将出现的乱子。……时间似乎证明了他的政策有道理。

## 延伸阅读
[在维基数据编辑]
 《清史稿·卷457》，出自趙爾巽《清史稿》